# 大崎市立古川北小学校
大崎市立古川北小学校（おおさきしりつ ふるかわきたしょうがっこう）は宮城県大崎市にある公立小学校である。

## 沿革
- 2021年（令和3年）4月1日 - 清滝小学校、富永小学校、長岡小学校、宮沢小学校が統合して、新設の古川北小学校が開校

## 通学区域
小林下，小林上，宮沢南，宮沢中，宮沢北，桜ノ目下，桜ノ目上，桜ノ目北，川熊南，川熊北，沢田上，沢田下，荒谷第一，荒谷第二，荒谷第三，荒谷第四，長岡，小野第一，小野第二，小野第三，小野第四，小野第五，休塚西，休塚東，狐塚，馬放，長岡針，富長西，富長東，渕尻，上埣，馬櫛，下谷地，雨生沢，北宮沢表，北宮沢裏，下清水沢，上清水沢，元清滝

## 進学先中学校
- 大崎市立古川北中学校[1]